# 千年のいのち-さくらのうた
『千年のいのち-さくらのうた』（ぜんねんのいのち さくらのうた）は、「陸上自衛隊中部方面音楽隊、指揮：柴田昌宜、ソプラノ：鶫真衣」のCDアルバム。2019年7月19日にブレーン株式会社から発売された。

## 概要
陸上自衛隊中部方面音楽隊の鶫真衣3等陸曹をフィーチャリングした2枚目のアルバム。

## 収録曲
1. 千年のいのち-さくらのうた／作詩：目黒恵梨　作曲：福田洋介
2. 夏は来ぬ／作詩：佐佐木信綱　作曲：小山作之助　編曲：後藤洋
3. 空より高く／作詩：新沢としひこ　作曲：中川ひろたか　編曲：高橋宏樹
4. 「日本の四季」～21世紀に歌い継ぎたい日本の歌メドレー～／編曲：田嶋勉
5. アメイジング・グレイス／アメリカ民謡　編曲：八木澤教司
6. 夜明け／作詩：旭川商業高校吹奏楽部平成10年度卒部生一同　作曲：八幡映美　編曲：宍倉晃
7. （ボーナス・トラック）ウインドバンド・ストーリーズ「となりのトトロ」／作曲：久石譲　編曲：亀井光太郎
平成30年9月22日「ファミリーコンサート2018」 東リ いたみホール でのライブ収録

## クレジット
注）自衛官の姓名、所属部隊、階級はすべて発売当時。
- 指揮：隊長 3等陸佐 柴田昌宜
- ソプラノ：3等陸曹 鶫真衣（[7]ナレーション）
- 演奏：陸上自衛隊中部方面音楽隊
- 収録：2019年5月13・14日　陸上自衛隊中部方面音楽隊　音楽講堂
- 商品コード：BOCD-7637
- JANコード：4995751376374